# Mupparna (film, 1979)
Mupparna (engelska: The Muppet Movie) är en amerikansk-brittisk musikalisk komedifilm från 1979 i regi av James Frawley. Filmen är den första långfilmen om och med Mupparna. Medverkar gör även artister som Milton Berle, Mel Brooks, James Coburn, Dom DeLuise, Bob Hope, Steve Martin, Richard Pryor och Orson Welles.

## Rollista i urval
- Charles Durning - Doc Hopper, affärsman
- Austin Pendleton - Max, Doc Hoppers assistent
- Scott Walker - Snake Walker, lönnmördare, med grodor som specialitet
- Hard Boiled Haggerty - skogshuggare
- Bruce Kirby - Gate Guard
- Tommy Madden - enögd dvärg
- James Frawley - El Sleezo Café Waiter
- Melinda Dillon - kvinna med ballong

### Muppar
- Jim Henson - Kermit, Hunden Rowlf, Dr. Teeth, Waldorf, Svenske kocken
- Frank Oz - Miss Piggy, Fozzie, Animal, Sam Eagle, Marvin Suggs
- Jerry Nelson - Floyd Pepper, Crazy Harry, Robin the Frog, Lew Zealand, Camilla the Chicken
- Richard Hunt - Scooter, Statler, Janice, Sweetums, Beaker
- Dave Goelz - Gonzo, Zoot, Dr. Bunsen Honeydew, Doglion
- Caroll Spinney - Big Bird